# فقر
فقر یا تهیدستی یا تنگدستی، وضعیتی است که فرد دارایی مادی یا درآمد کافی برای رفع نیازهای اولیه خود را ندارد فقر می‌تواند علل و آثار گوناگون اجتماعی، اقتصادی و سیاسی را داشته باشد.
هنگام ارزیابی فقر در آمار یا اقتصاد دو معیار اصلی وجود دارد:
1. فقر مطلق که درآمد را با مقدار مورد نیاز برای رفع نیازهای اولیه شخصی مانند غذا، پوشاک و سرپناه مقایسه می‌کند.[۳]
2. فقر نسبی زمانی اندازه‌گیری می‌شود که یک فرد نتواند حداقل سطح استانداردهای زندگی را در مقایسه با دیگران و در همان زمان و مکان خود فرد برآورده کند. تعریف فقر نسبی از کشوری به کشور دیگر یا از جامعه ای به جامعه دیگر متفاوت است.[۴] به عنوان مثال اقتصاد ایالات متحده ممکن است در ایران و دیگر کشورها به عنوان بزرگ‌ترین و ثروتمندترین کشور در اقتصاد جهان شناخته شود اما بر اساس اداره سرشماری ایالات متحده آمریکا در سال ۲۰۱۹ میلادی[۵] (قبل از دنیاگیری کووید-۱۹)، فقر نسبی در این کشور ۱۰٫۵٪ اعلام شده و ۳۴ میلیون نفر در این کشور فقیر شناخته می‌شوند.

از نظر آماری، تا سال ۲۰۱۹ میلادی، بیشتر جمعیت جهان در فقر زندگی می‌کنند: با برابری قدرت خرید دلار آمریکا، ۸۵ درصد مردم با کمتر از ۳۰ دلار در روز، دو سوم با کمتر از ۱۰ دلار در روز و ۱۰ درصد با کمتر از ۱٫۹۰ دلار زندگی می‌کنند (فقر شدید). بر اساس گزارش گروه بانک جهانی در سال ۲۰۲۰، بیش از ۴۰ درصد از فقرا در کشورهای متأثر از جنگ زندگی می‌کنند. حتی زمانی که کشورها توسعه اقتصادی را تجربه می‌کنند، فقیرترین شهروندان کشورهای با درآمد متوسط غالباً سهم کافی از افزایش ثروت کشورهای خود را به دست نمی‌آورند تا از فقر خارج شوند. دولت‌ها و سازمان‌های غیردولتی سیاست‌ها و برنامه‌های مختلفی را برای فقرزدایی از جمله برق‌رسانی در مناطق روستایی یا سیاست‌های «اول تأمین مسکن» در مناطق شهری تجربه کرده‌اند. چارچوب‌های سیاست بین‌المللی برای کاهش فقر، که توسط سازمان ملل متحد در سال ۲۰۱۵ میلادی ایجاد شد و در برنامه و هدف توسعه پایا ۱ این سازمان خلاصه شده است.
نیروهای اجتماعی، مانند جنسیت، ناتوانی و معلولیت، نژاد یا قومیت، می‌توانند مسائل مرتبط با فقر را برای -زنان، کودکان و اقلیت‌ها که بار نابرابری فقر را به دوش می‌کشند، تشدید کند. علاوه بر این، افراد فقیر در برابر تأثیرات سایر مسائل اجتماعی، مانند اثرات زیست‌محیطی صنعت یا تأثیرات تغییرات آب و هوایی یا سایر بلایای طبیعی یا رویدادهای شدید آب و هوایی آسیب پذیرتر هستند. فقر همچنین می‌تواند سایر مشکلات اجتماعی را بدتر کند. فشارهای اقتصادی بر جوامع فقیر اغلب در جنگل زدایی، از بین رفتن تنوع زیستی و درگیری‌های قومی و قبیله‌گرایی نقش دارد. به همین دلیل، اهداف توسعه پایدار سازمان ملل متحد و سایر برنامه‌های سیاست بین‌المللی، مانند بهبود بین‌المللی از COVID-19، بر ارتباط فقرزدایی با سایر اهداف اجتماعی تأکید دارند.

## ریشه و معناشناسی

### در انگلیسی
واژه (Pauvre)(poverty) «فقر» از ریشه لاتین Pauper می‌آید که با Paucus و یونانی Pénes (فقیر) و Pénia (فقر) قرابت داشته و با Penia (گرسنه) هم خانواده و با واژه Ponos (درد) و واژه Poiné (مکافات، مجازات) نیز هم خانواده است ولی خویشی دورتری دارد؛ بنابراین «فقر» را در یونانی با واژه aporia (راه به جایی نداشتن) تعریف می‌کنند.

## فقر مطلق

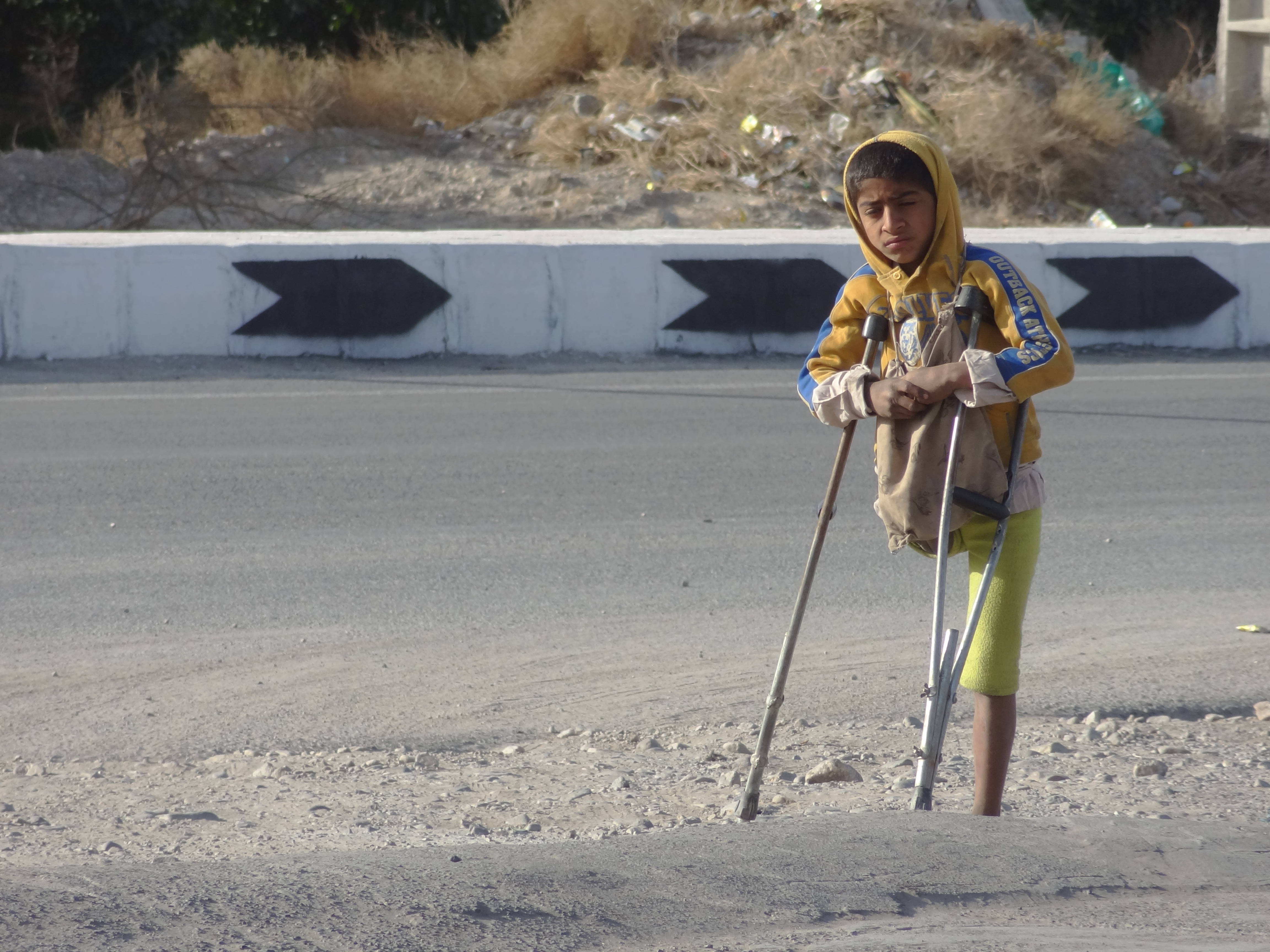

فقر مطلق به اینکه فرد به نیازهای ابتدایی زندگی دسترسی نداشته باشد، اشاره دارد؛ یعنی چیزهایی نظیر آب پاکیزه، تغذیه، خدمات بهداشتی، آموزش، پوشاک و سرپناه. امروزه تخمین زده می‌شود که نزدیک به ۹۰۰ میلیون نفر در جهان در فقرِ مطلق هستند.

## فقر نسبی
فقرِ نسبی به نداشتنِ سطحی معمول یا اجتماعاً پذیرفته از منابع یا درآمد در مقایسه با سایر افراد آن جامعه یا کشور اشاره دارد. در اغلب زمان‌های تاریخ، از آنجا که شیوه‌های سنتی تولید برای تأمین استانداردهای یک زندگی راحت برای همهٔ جمعیت کافی نبودند فقر غالباً اجتناب‌ناپذیر در نظر گرفته می‌شد.

## سطح زندگی

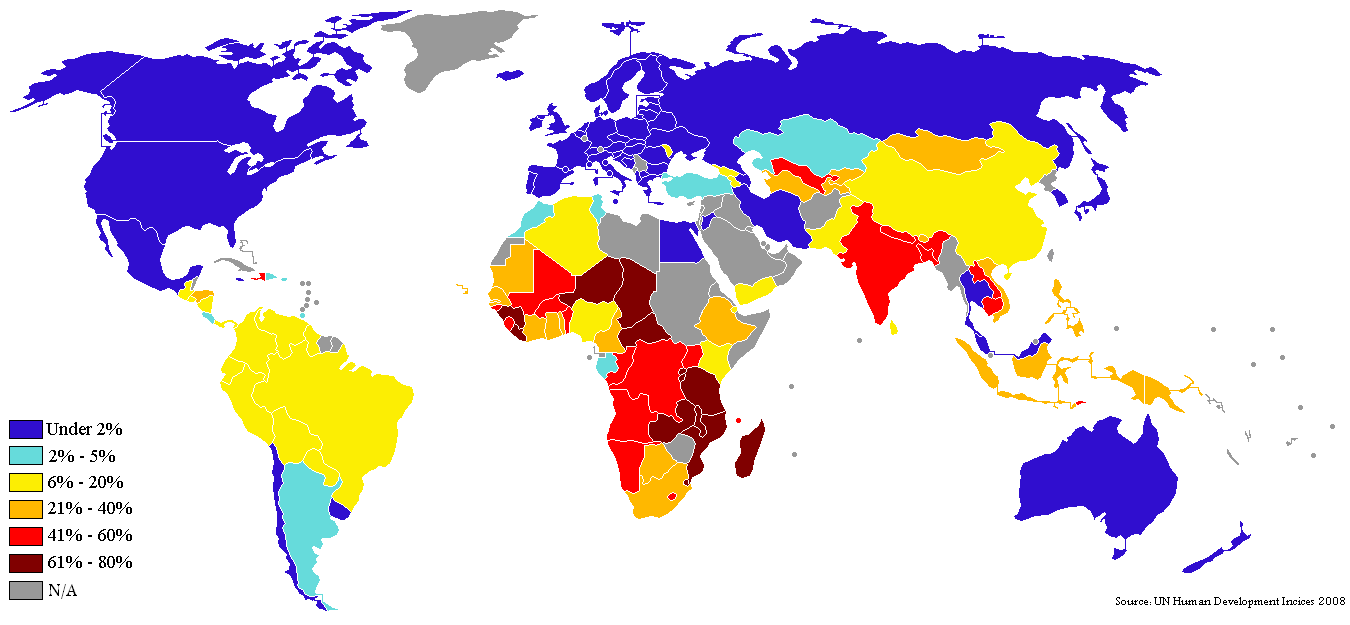
درصد جمعیتی که کمتر از ۱$ در روز درآمد دارند(۲۰۰۹).

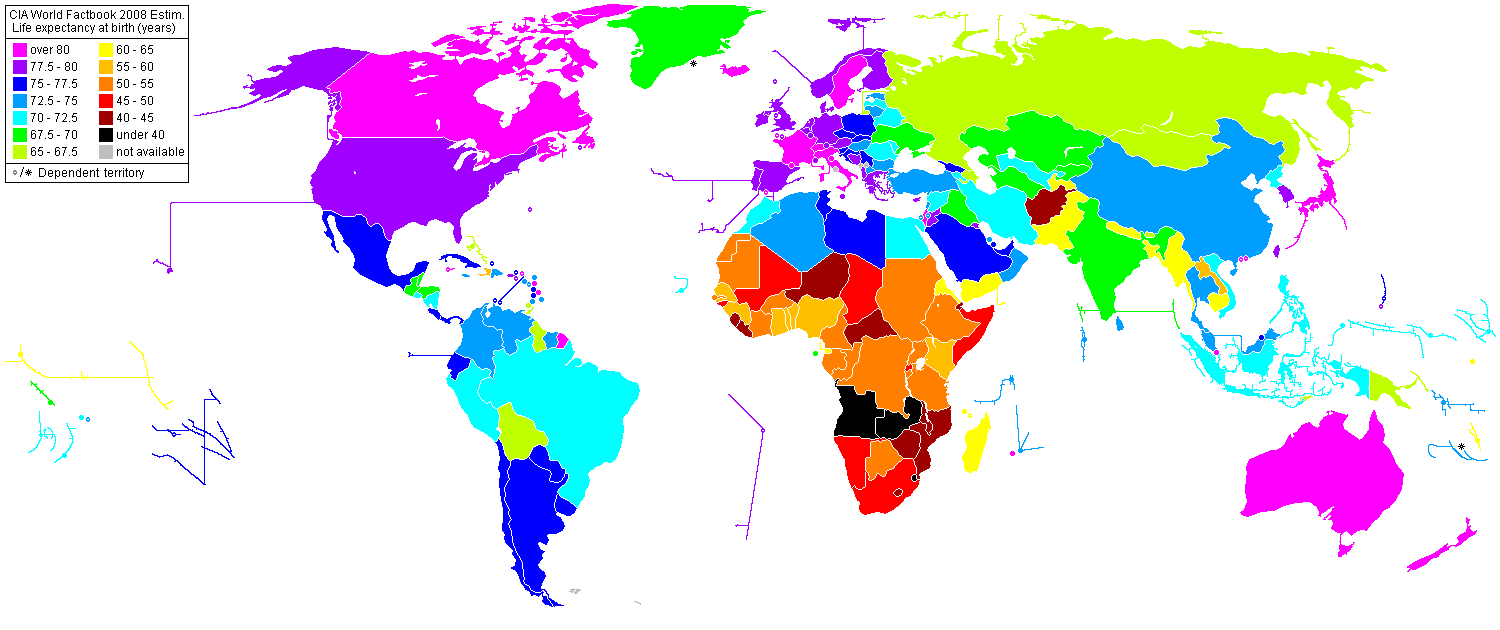
امید به زندگی (سال ۲۰۰۸)

سطح زندگی اصطلاحی است که برای نشان دادن حدود مصارف مادی و معنوی اهالی یک کشور به کار می‌رود.
سطح زندگی به میزان و چگونگی برآوردن نیازهای مادی و معنوی بستگی داشته و در ساختارهای اقتصادی - اجتماعی و در مراحل مختلف رشد تاریخی و بر حسب کشورهای مختلف فرق می‌کند. سطح زندگی مستقیماً به تولید اجتماعی، درآمد اهالی، میزان مصرف کالاهای بلند مدت و کوتاه مدت و چگونگی برطرف کردن نیازهای فرهنگی و بهداشتی وابسته است.

## چرایی‌ها

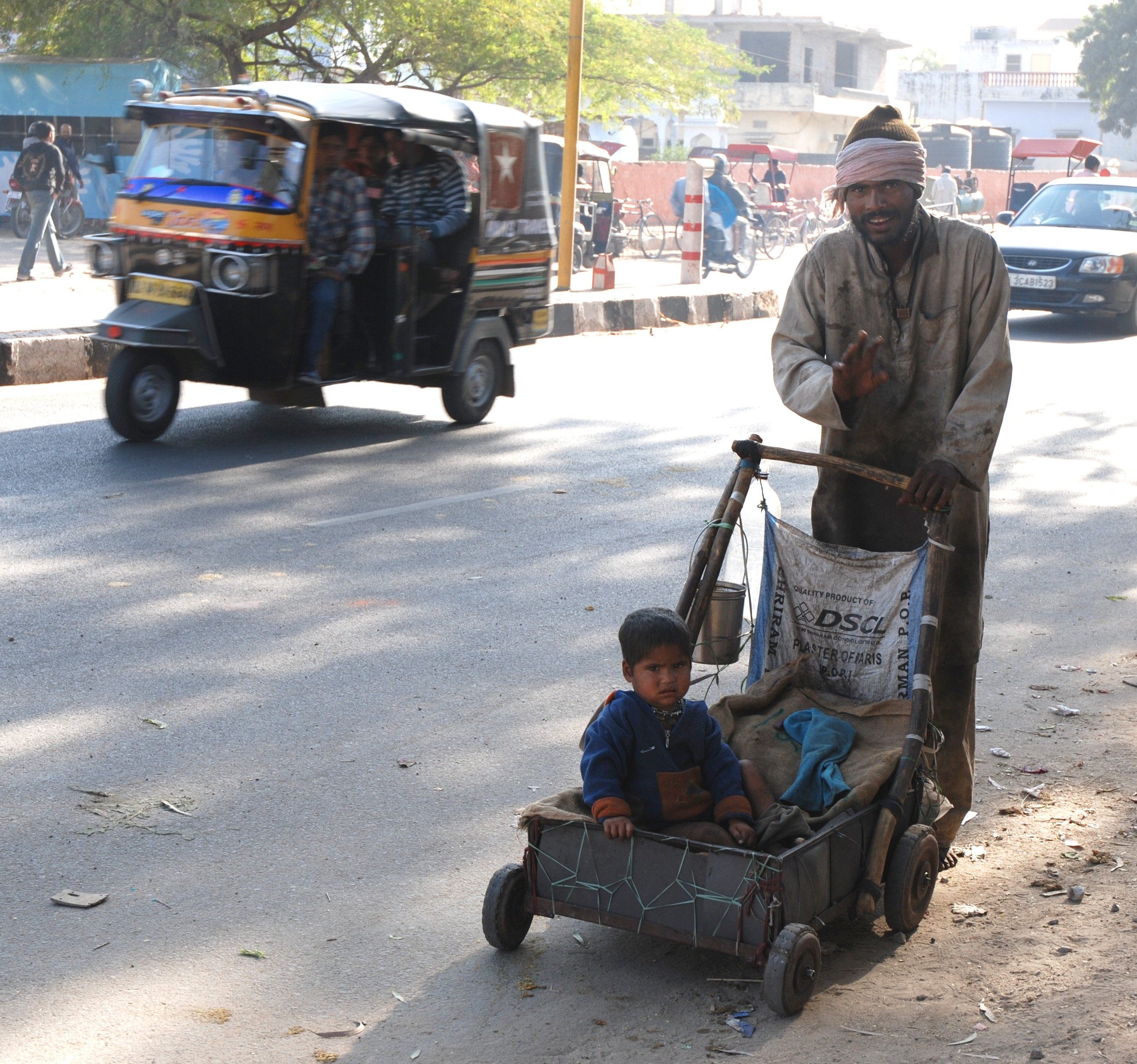
فقر یا تهیدستی یا تنگدستی

پیش از انقلاب صنعتی فقر بخاطر اقتصاد ضعیف غیرقابل اجتناب بود. در دو تا از بزرگ‌ترین شهرهای غرب اروپا به نام Antwerp و Lyons تا سال ۱۶۰۰ سه چهارم کل جمعیت به حدی فقیر بودند که حتی نمی‌توانستند مالیات بدهند.
در قرن ۱۸ در انگلستان نیمی از جمعیت حداقل گاهی برای امرار معاش به خیریه وابسته بودند. در تاریخ معاصر کمبود غذا به‌طور قابل توجهی کاهش یافته است که آن را مدیون پیشرفت‌های تکنولوژی د بخش کشاورزی هستیم. تکنولوژی‌هایی مانند به‌کارگیری کودهای نیتروژنه، آفت کش‌ها و روش‌های جدید آبیاری که باعث افزایش تولید بخش کشاورزی شده‌اند.
تولید بالای محصول در بعضی از مناطق مانند کشور چین باعث شده است کالاهایی که زمانی کالای لوکس وگران قیمت محسوب می‌شدند مانند خودرو و کامپیوتر الان ارزان‌تر در دسترس مردم قرار گیرند در نتیجه قابل دسترس برای مردمی با استطاعت مالی کمتر شده است.
افزایش هزینه‌های زندگی جاری باعث شده است که مردم فقیر کمتر استطاعت خرید اجناس را داشته باشند. افراد فقیر سهم بیشتری از پول خود را صرف خرید مواد غذایی می‌کنند در نتیجه افراد فقیر و آنهایی که در آستانه فقر هستند به‌طور به‌خصوص در برابر افزایش قیمت غذا آسیب‌پذیر هستند.
مواردی تولید و تأمین غذا را تهدید می‌کند از جمله خشکسالی، بحران قحطی آب و همچنین کشت مکرر بر روی زمین باعث کاهش حاصل خیزی آن و کاهش راندمان تولید محصول می‌شود. تقریباً ۴۰ درصد زمین‌های کشاورزی به‌طور جدی فرسایش یافته‌اند. در آفریقا اگر فرسایش خاک با همین سرعت پیش برود تا سال ۲۰۲۵ فقط می‌تواند غذای مورد نیاز ۲۵ درصد جمعیتش را تأمین کند.
مراقبت‌های بهداشتی برای فقرا به‌طور گسترده در دسترس نیست. مهاجرت کارکنان بخش بهداشت و درمان از کشورهای فقیر صدمه جبران ناپذیری دارد به‌طور مثال تخمین زده می‌شود ۱۰۰۰۰۰ پرستار فلیپینی در بین سال‌های ۱۹۹۴ تا ۲۰۰۶ مهاجرت کرده باشند و تعداد دکترهای اتیوپیایی در ایالت شیکاگو آمریکا بیش از خود کشور اتیوپی است این باعث صدمه بیشتر به فقرا و حتی افزایش فقر در آن کشورها می‌شود.
همچنین جمعیت بالا و عدم کنترل سرعت رشد جمعیت می‌تواند از عوامل مؤثر در رشد فقر در یک کشور باشد.

## بر پایه کشور

### ایران

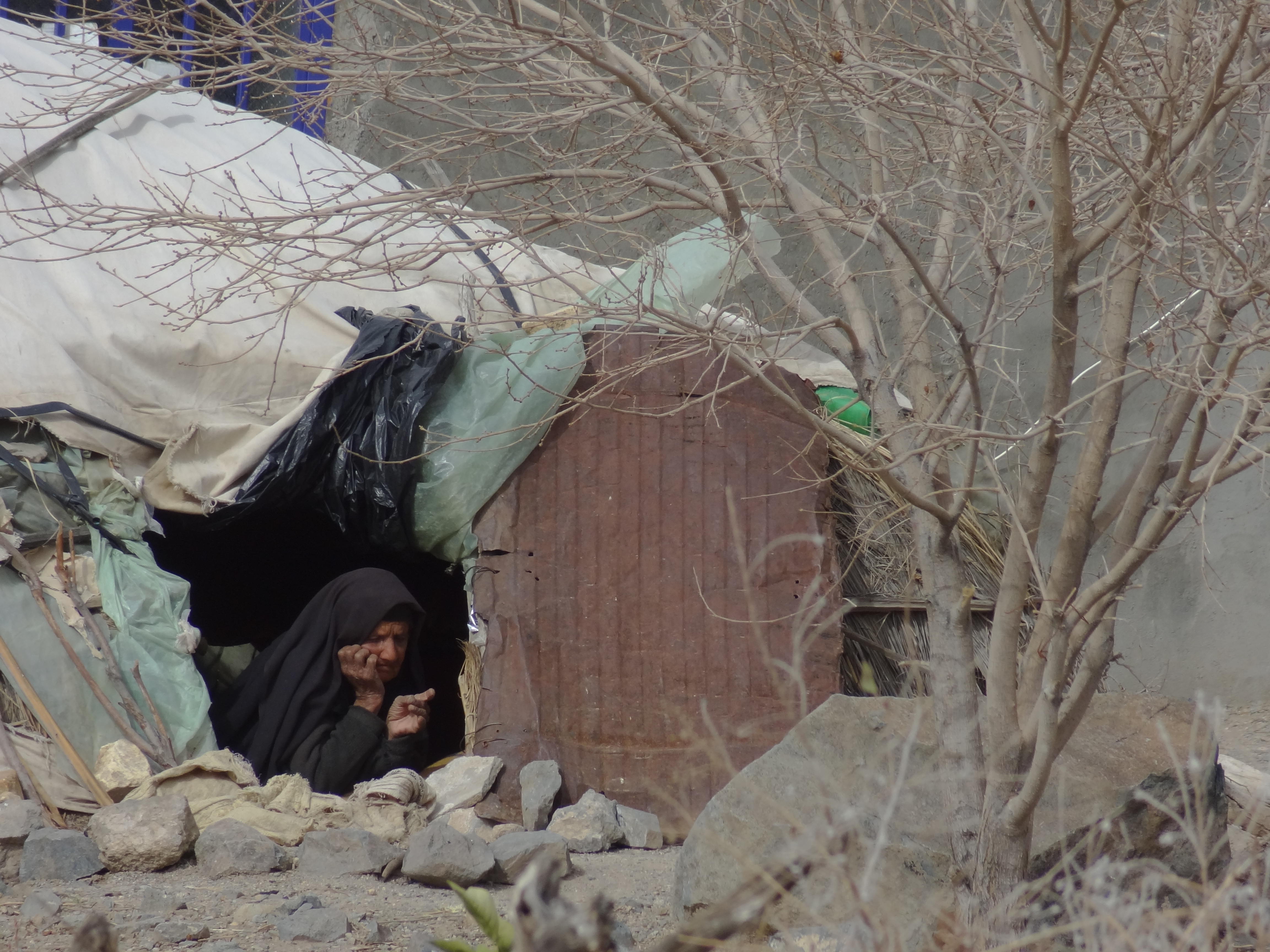
پیرزن فقیر و زاغه‌اش در مناطق جنوبی استان کرمان

فقر در ایران با وجود منابع طبیعی و موقعیت راهبردی این کشور در منطقه، قابل توجه است. پژوهش‌های وابسته در دههٔ ۱۳۹۰، نشان می‌دهند که خانواده‌های پرجمعیت ایرانی با وجود داشتن کار، نمی‌توانند امکانات زندگی را برای خانوادهٔ‌شان تأمین کنندد. سوءتغذیه کودکان با فقر در بزرگسالی‌شان مرتبط دانسته شده است.

### هند
فقر از مشکلات شایان توجه در هند با وجود رشد اقتصادی پرسرعت، ۷٫۱۱ درصدی است. بنا بر روش‌شناسی بانک جهانی ۸۷۲٫۳ میلیون نفر در هند زیر خط فقر به سر می‌برند. هند با داشتن ۱۷٫۵ درصد از جمعیت جهان ۲۰٫۶ درصد از فقرای جهان را در سال ۲۰۱۱ در خود جای داده بود.

## نگارخانه

آزادی از فقر (نقاشی)